# 海岸松

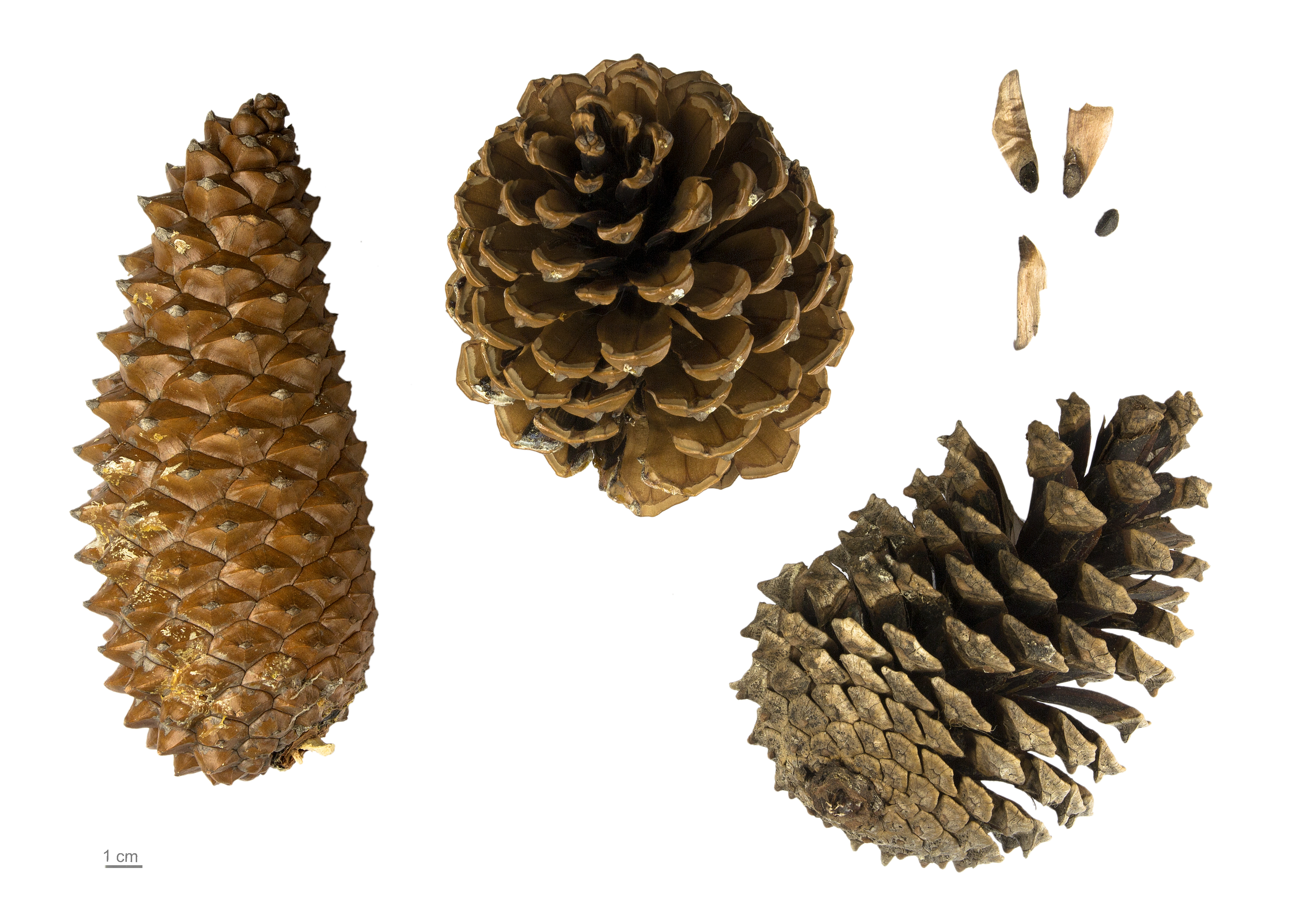
Pinus pinaster

海岸松（学名：Pinus pinaster）为松科松属的植物，分布在地中海沿岸等地，目前已由人工引种栽培。

## 入侵性
海岸松被列為「世界百大外来入侵种」之一，海岸松源自於地中海地區，在溫帶被廣泛種植於不同區域。海岸松在這些區域快速繁衍，甚而入侵天然灌木林、森林及草原，形成密集的樹叢抑制原生植物，改變林火動態與水文，也改變動物棲息地。海岸松也會在火災後會大量繁衍。